# Нанопористый материал
Нанопористый материал (англ. nanoporous material) — материал, содержащий поры, размеры которых находятся в нанодиапазоне (~1-100 нм).

## Описание
Термин употребляется для указания на то, что специфические свойства материала (сенсорные, адсорбционные, каталитические, диффузионные и другие) связаны с наличием нанопор. К нанопористым материалам могут быть отнесены большинство известных мембран, сорбентов и катализаторов. Большинство нанопористых материалов можно классифицировать как объемные материалы или мембраны. Активированный уголь и цеолиты являются двумя примерами объемных нанопористых материалов, в то время как клеточные мембраны можно рассматривать как нанопористые мембраны. Пористая среда или пористый материал представляет собой материал, содержащий пустоты. Скелетную часть материала часто называют «матрицей» или «рамой». Поры обычно заполнены жидкостью или газом. Существует много природных нанопористых материалов, но также могут быть изготовлены искусственные материалы. Один из способов это сделать — объединить полимеры с разными температурами плавления, так что при нагревании один полимер разлагается. Нанопористый материал с порами одинакового размера обладает свойством пропускать только одни вещества, в то же время блокируя другие.

## Классификация
Нанопористые материалы можно разделить на 3 категории, установленные Международным союзом теоретической и прикладной химии:
- Микропоры: 0,2–2 нм[2]
- Мезопористый материал: 2–50 нм[3]
- Макропоры: 50–1000 нм[3]